# Bergische Ballonfahrer
Die Bergischen Ballonfahrer aus dem oberbergischen Wiehl sind seit ihrer Gründung 1986 zu einem der größten und sportlich erfolgreichsten Ballonsportvereine in Deutschland herangewachsen.
Seit 1991 stellt der Verein ohne Unterbrechung bis zu drei Mitglieder der deutschen Heißluftballon-Nationalmannschaft. Siege und gute Platzierungen auf nationaler und internationaler Ebene sowie die Aufstellung einiger Rekorde im Dauer- und Weitfahren konnten erreicht werden. Die bisher größten Erfolge waren der Deutsche Meistertitel 2002 (Deutsche Meisterschaft für Heißluftballone in Warstein) und der im Jahr 2004 im australischen Mildura (16th FAI World Hot Air Balloon Championship in Mildura/Australia) vor 87 Konkurrenten errungene Weltmeistertitel (beide Titel konnte das Team Markus Pieper gewinnen), der erst zum zweiten Mal nach Deutschland ging.
Doch auch über das sportliche Ballonfahren hinaus ist der Verein erfolgreich: Die Einweihung einer sach- und fachgerechten Ballonhalle, die Inbetriebnahme eines Startplatzes nach §6 LuftVG im Jahre 1999, die Anerkennung als luftfahrttechnische Werkstatt, die Unterhaltung einer Luftfahrerschule, ständige Aus- und Weiterbildung von Jung- und Altpiloten, regelmäßige Ausrichtung von Wettkämpfen sowie Ballonfahrten in den Alpen und an der See spiegeln die aktive Vereinsarbeit wider.
Im Frühjahr 2009 richtete der Verein nach einem Vorstandswechsel Ende 2007 und einer umfangreichen Umstrukturierung wieder eine Oberbergische Kreis- und eine NRW-Landesmeisterschaft aus und kehrte damit ins aktive Wettkampfgeschen zurück.